# Jan Svanberg
Jan Viktor Svanberg, född 18 juni 1935 i Stockholm, död 21 april 2024, var en svensk konsthistoriker, inriktad på medeltida konst.

## Familj
Jan Svanberg var son till litteraturhistorikern Victor Svanberg och Inga (f. Esbjörnsson), samt brorson till nordisten Nils Svanberg. Han var från 1965 gift med litteraturhistorikern och feministen Birgitta Svanberg.

## Utbildning och universitetskarriär
Jan Svanberg blev fil. kand. 1960, fil.lic. 1965, fil. dr 1973 och docent 1979. Efter att  ha undervisat vid Södermalms kommunala flickskola 1961-1962 började han hösten 1962 vid konstvetenskapliga institutionen vid Stockholms universitet. Där skulle han förbli till 1993 i olika befattningar, från och med 1973 som universitetslektor. 1982–1983 och 1989 var han tillförordnad professor och 1982–1989 prefekt. Från 1994 och fram till sin pensionering var han professor i konsthistoria vid Oslo universitet.

## Utmärkelser
1990 mottog Jan Svanberg  Samfundet S:t Eriks plakett samtidigt med Göran Dahlbäck. 2017 fick han Birgittapriset av Birgittastiftelsen "för sin kunskapsrika forskning om den heliga Birgitta".